# Situació lingüística a Bèlgica

Situació lingüística a Bèlgica. Al nord,en verd, el flamenc (neerlandès) i la zona bilingüe de Brussel·les, al sud el való (francès) i a l'est l'alemany

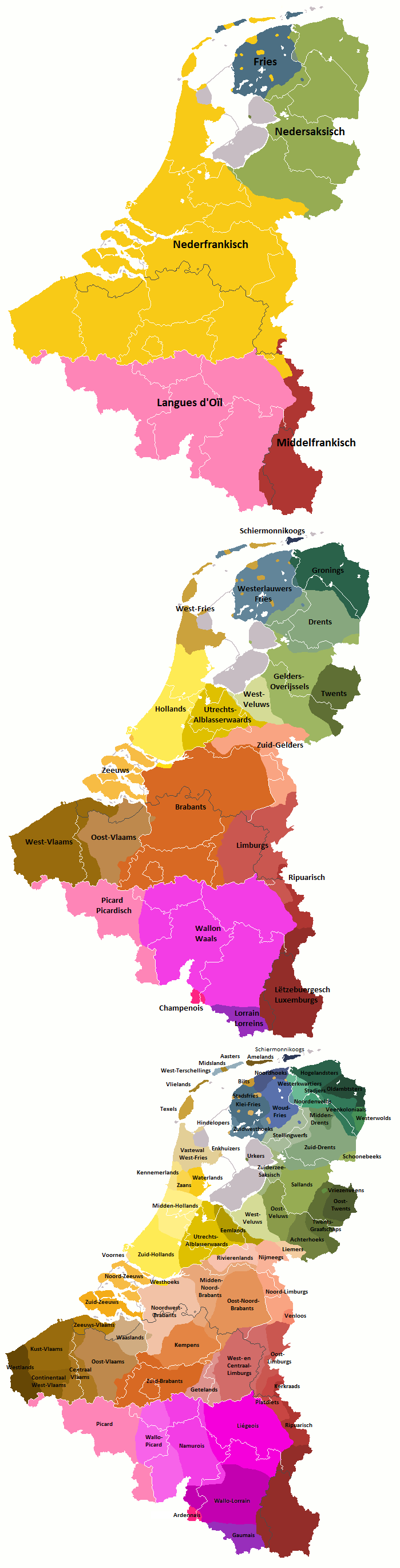
Zones lingüístiques i dialectes parlats al Benelux

La situació lingüística a Bèlgica consta de tres zones amb idiomes oficials reconeguts, el neerlandès, el francès i l'alemany.
A Bèlgica, on els problemes d'idioma són crucials en la tensió de la 'Comunitat', les zones idiomàtiques estan definides legalment des de 1962.
L'article 4 de la constitució belga estableix que hi ha quatre zones idiomàtiques: la neerlandesa, la francesa, la zona bilingüe de Brussel·les i l'alemanya.
Llengües regionals endògenes de Bèlgica: resumidament, el flamenc és un dialecte neerlandès, el való és un dialecte francès i a la zona dels comtats de l'est de Bèlgica també es parla un dialecte alemany. Tanmateix les llengües oficials són els estàndards neerlandès, francès i alemany.
Amb la independència de Bèlgica de 1830 el francès era l'únic idioma que estava reconegut amb el pas del temps progressivament es va anar consolidant la situació lingúística plurilingüe actual.

## Idiomes oficials

### Neerlandès
Al voltant d'un 60% de la població de Bèlgica parla neerlandès com a idioma principal. El flamenc, també conegut com a flamenc-neerlandès, és molt proper al neerlandès que es parla als Països Baixos. Els seus principals dialectes són:Brabants, Flamenc occidental, Flamenc oriental i Limburgs. El dialecte brabant està molt influït pel francès.

### Francès
El parla al voltant d'un 40% de la població de Bèlgica és el dominant a Valònia i a Brussel·les (85-90%). Molts flamencs tenen el francès com a segona llengua.

### Alemany
El parla un 1% de la població de Bèlgica, unes 74.000 persones. La seva zona va passar a Bèlgica el 1919 com a compensació per la Primera Guerra Mundial.